# Representações culturais de John F. Kennedy

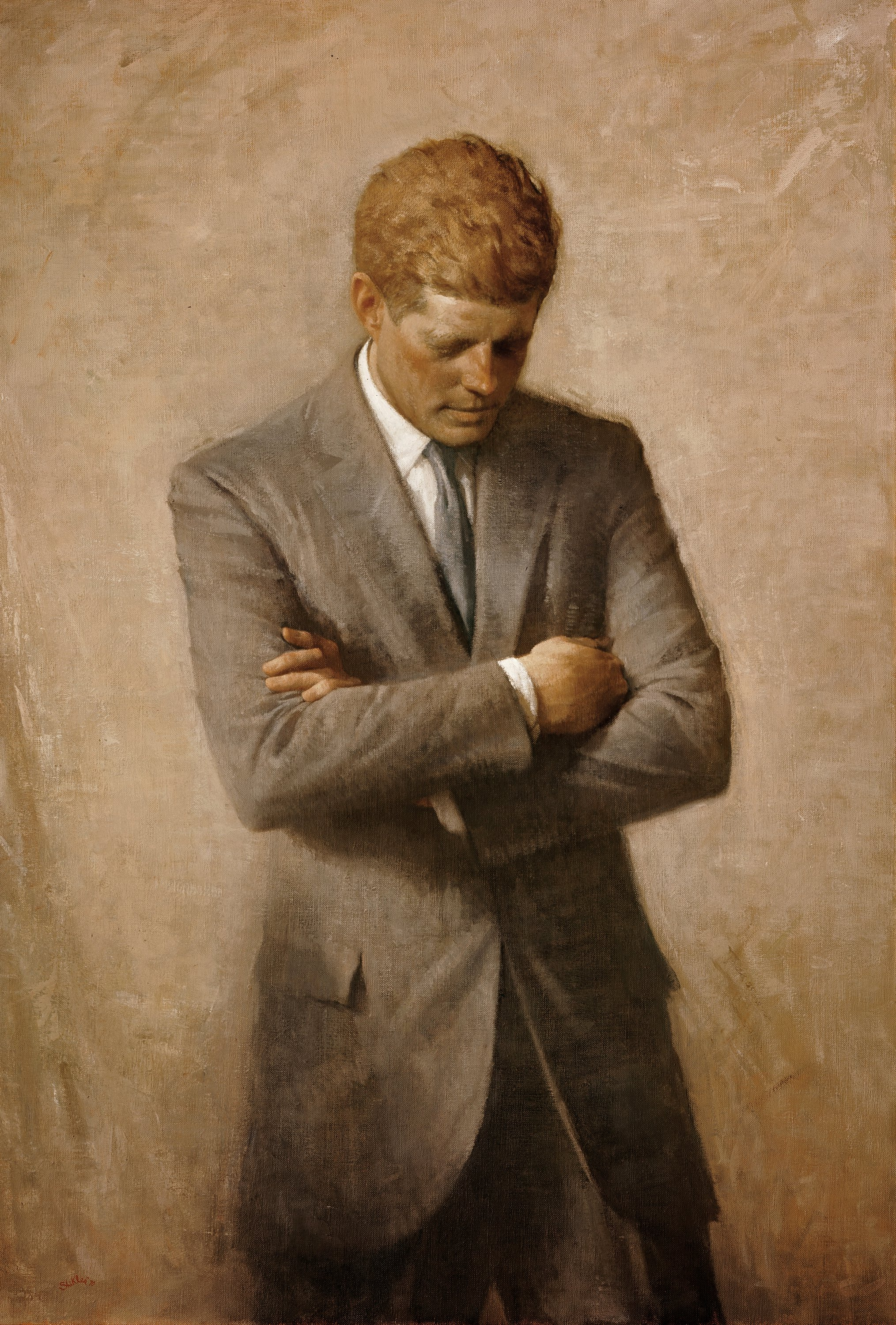
Retrato presidencial oficial de John F. Kennedy pintado por Aaron Shikler

As representações culturais de John F. Kennedy, o 35º presidente dos Estados Unidos, incluem filmes, músicas, jogos, brinquedos, selos, moedas, obras de arte e outras representações.

## Cinema e televisão

### Ficcionalizado
- PT 109 (1963)
- Os mísseis de outubro (1974; docudrama, peça feita para a TV)
- Young Joe, the Forgotten Kennedy (1977)
- Kennedy (minissérie de 1983)
- Robert Kennedy and His Times (minissérie de 1985)
- Prince Jack (1985)
- Hoover vs. Os Kennedys (1987)
- The Kennedys of Massachusetts (minissérie de 1990)
- JFK (1991)
- A Woman Named Jackie (minissérie de 1991)
- JFK: Reckless Youth (minissérie de 1993)
- Red Dwarf (série 1997)
- Treze dias (2000)
- Clone High (série animada de 2002-2003)
- JFK virtual (docudrama de 2008)
- The Kennedys (minissérie de 2011)
- The Butler (2013)
- Parkland (2013)
- Killing Kennedy (filme para TV de 2013)
- Jackie (filme de 2016)
- LBJ (2017)
- The Crown (2017)
- "The Kennedy Curse" (2018, temporada 2, episódio 5 de Timeless)
- Loira (2021)
- Blonde (2022)

### Documentários
- Primário (1960)
- Crise: Atrás de um Compromisso Presidencial (1963)
- The Making of the President 1960 (1963; baseado no livro)
- John F. Kennedy: Years of Lightning, Day of Drums (1964)
- American Presidents: Life Portraits (série de 1999)
- Roots of the Cuban Missile Crisis (2001)
- The Search for Kennedy's PT 109 (2002)
- Bobby Kennedy para presidente (série de 2018)

### Estilístico
- Forrest Gump (1994)
- Timequest (2002)
- Bubba Ho-Tep (2002)
- An American Affair (2008)
- Watchmen (2009)
- Transformers: Dark of the Moon (2011)
- X-Men: Primeira Classe (2011)

## Produção de palco
- JFK: A Musical Drama (1997)
- JFK (2016), uma ópera em três atos de David T. Little com um libreto em inglês de Royce Vavrek. Baseado na última noite da vida de Kennedy no Hotel Texas em Fort Worth.

## Música
Mais de 200 obras musicais foram lançadas sobre JFK, a maioria das quais foram lançadas depois de seu assassinato. Entre eles estão:
- The First Family, um álbum de representação cômica escrito e interpretado por Vaughn Meader (1962)
- " PT-109 ", escrita por Marijohn Wilkin e Fred Burch, cantada por Jimmy Dean (1962)
- " In the Summer of His Years ", letra de Herb Kretzmer e música de David Lee, cantada pela primeira vez por Millicent Martin (1963)
- " Elegy for JFK " por Igor Stravinsky (1964)
- "That Was the President", escrita e cantada por Phil Ochs (1965)
- " He Was a Friend of Mine ", escrita por Jim McGuinn, cantada por The Byrds (1965)
- The Kennedy Dream, um álbum de Oliver Nelson (1967)
- " Crucificação ", escrita e cantada por Phil Ochs (1967)
- " Abraham, Martin and John ", escrito por Dick Holler, cantado por Dion (1968)
- " Murder Most Foul ", escrita por Bob Dylan, alude aos eventos em torno do assassinato de Kennedy ao longo da música (2020)

## Obra de arte
- Retrato presidencial, pintado por Aaron Shikler
- John F. Kennedy Memorial, busto de retrato do Brooklyn em 1965 (substituição dedicada em 2010) por Neil Estern
- John F. Kennedy, estátua de Boston de 1988 por Isabel McIlvain

## Brinquedos e jogos
- PT-109 (kit de modelo)
- Figura de ação "GI Joe" da edição PT-109 John F. Kennedy
- Battlestations: Midway, em que Kennedy aparece, comandando o Motor Torpedo Boat PT-109, na missão de campanha single player "Defense of the Philippines".
- Call of Duty: Black Ops, em que Kennedy aparece como um personagem não jogável na missão de campanha para um jogador "USDD", bem como um personagem jogável no modo de jogo "Zombies" no mapa "Five".

## Imagens governamentais
- Presidentes dos Estados Unidos em selos postais dos EUA § John F. Kennedy
  - Cinco centavos John Kennedy
- Kennedy meio dólar